# Стадіон імені 10-річчя незалежності України
Стадіон імені 10-річчя незалежності України, колишня назва — «Сталеканатник» — стадіон у місті Харцизьк Донецької області. Домашня арена ФК «Харцизьк».

## Історія
Стадіон «Сталеканатник» у Харцизьку було збудовано в XX столітті, спочатку належав місцевому сталедротово-канатному заводу. Відомий тим, що в осінній частині сезону 1998/99 років на ньому проводив свої матчі донецький «Металург». Матчі Вищої ліги України в середньому відвідували близько 1,4 тисячі глядачів. У 7-и домашніх матчах на стадіоні «Сталеканатник» «Металург» не зазнав жодної поразки (5 перемог та 2 нічиї).